# Анцирь
Анци́рь — село в Канском районе Красноярского края. Административный центр Анцирского сельсовета.

## История
Основано в 1700 г. 
В 1926 году состояло из 220 хозяйств, основное население — русские. Центр Анцирского сельсовета Канского района Канского округа Сибирского края.

## Население
| 1926 | 2010  |
| ---- | ----- |
| 1040 | ↗1262 |